# Thomas Weinhappel
Thomas Weinhappel (* 30. srpna 1980 Stockerau) je rakouský operní pěvec (baryton).

## Život
Pochází z Dolního Rakouska, jako altový sólista Vídeňského chlapeckého sboru procestoval Německo, Anglii, Kanadu, Švédsko, Jižní Ameriku a Spojené státy americké. Po maturitě na gymnáziu s hudebním zaměřením vystudoval vídeňskou konzervatoř a Univerzitu hudebních a dramatických umění ve Vídni. Studium ukončil v roce 2007 s vyznamenáním a titulem Master of Arts. Další mistrovské kurzy a studia zpěvu absolvoval u Waltera Berryho, Barbary Bonney, Gunduly Janowitz, Normana Shetlera a Evy Blahové.
Jeho talent objevil Michael Haneke, který ho obsadil do svého filmu Pianistka, oceněného roku 2001 třemi zlatými palmami na festivalu v Cannes. Weinhappel dále pracoval s režiséry jako je Christoph Schlingensief, Josef Köpplinger a Otto Schenk. Postupně se vypracoval v širším repertoáru opery, operety, muzikálu a písňové literatury.
První vystoupení měl v roce 2003 v městském divadle v Bernu, kde účinkoval v roli Leonetta v opeře Boccaccio od Franze von Suppého. Další vystoupení následovala na opernim festivalu ve Sankt Margarethenu a v městských divadlech v St. Gallenu, Klagenfurtu, Badenu a v zemském divadle ve Vorarlbergu. V roce 2006 zpíval roli Amfortase ve výňatcích z Wagnerova Parsifala. V roce 2016 debutoval na hudebním festivalu v Bregenzu v divadelní úpravě Státní operety od Otta M. Zykana.
Se svými písňovými recitály navštívil Austrálii, Německo, Švýcarsko, Turecko a Venezuelu. Koncertoval s Robertem Hollem a Robertem Lehrbaumerem v klášteře Altenburg, ve vídeňském koncertním domě (Wiener Konzerthaus) a na festivalu Korutanské léto (Carinthischen Sommer). V Londýně doprovodil jeho písňový recitál Roger Vignoles.
V březnu roku 2017 byl jako první Rakušan vyznamenán českou hudební cenou, cenou Thálie a zároveň získal titul nejlepší operní zpěvák roku 2016 za jeho ztvárnění hlavní role Hamleta od Ambroise Thomase.
Krátce po udělení ceny Thálie získal v listopadu roku 2017 Libušku – cenu poroty a kritiků za mimořádnou interpretaci role Hamleta. Cena Libuška je druhým nejvyšším českým hudebním oceněním, a koná se od roku 1993 v rámci hudebního festivalu OPERA v Praze.

## Repertoár (Výběr)

### Opera
- Hamlet v Hamletovi od Ambroise Thomase
- Escamillo v Carmen od Georgese Bizeta
- Posa v Don Carlovi od Giuseppe Verdiho
- Tarquinius ve Zneuctění Lukrécie od Benjamina Brittena
- Papageno v  Kouzelné flétně od  Wolfganga Amadea Mozarta
- Hrabě Almaviva v Le nozze di Figaro od Wolfganga Amadea Mozarta
- Guglielmo v Così fan tutte od Wolfganga Amadea Mozarta
- Lukáš ve Spícím bratrovi od Herberta Williho
- Pan Fluth ve Veselých paničkách windsorských od Otty Nicolaie

### Opereta (Muzikál)
- Hrabě Danilo Danilowitsch ve Veselé vdově od Franze Lehára
- Hrabě Peter Homonay v Cikánském baronovi od Johanna Strausse
- Dr. Falke ve hře  Netopýi od Johanna Strausse
- Pedro v Muži z La Manchy od Mitche Leigha

### Oratorium
- Carmina Burana od Carla Orffa
- Německý rekviem od  Johannese Brahmse
- Vánoční oratorium, BWV 248 od Johanna Sebastiana Bacha
- Korunovační mše v C-Dur, KV 317 od Wolfganga Amadea Mozarta

### Písně
- Zimní cesta, op. 89, D. 911 od Franze Schuberta
- Krásná mlynářka, op. 25, D. 795 od Franze Schuberta
- Dichterliebe od Roberta Schumanna
- Vzdálené milé, op. 98 od Ludwiga van Beethovena

### Diskografie
- 2004: Mše č. 5 v As-Dur pro čtyři sólisty, chór a orchestr od  Franze Schuberta
- 2006: Císařské znělky ze staré Vídně od  Carla Michaela Ziehrera
- 2013: Věnuj mu pozornost, když  se tvé srdce rozruší,  Báječná dívka  od Carla Michaela Ziehrera
- 2013: Ještě jednou v roce  pokvete máj z Báječné dívky od  Carla Michaela Ziehrera
- 2013: Herreinspaziert z díla  Der Schätzmeister od Carla Michaela Ziehrera

### Filmografie
- 2001: Pianistka

## Ocenění
- 2017 - 24. Cena Thálie - za nejlepšího operního zpěváka roku 2016 ve Státní opeře v Praze
- 2017 - Libuška  – cena poroty a kritiků festivalu OPERA 2017 za mimořádnou interpretaci role Hamleta v Praze.